# Антипатр Ідуменянин
Антипатр Ідуменянин (івр. אנטיפטרוס האדומי; бл. 100 до н. е. — 43 до н. е.), ідумеєць — римський управитель Юдеї, батько Ірода I Великого, засновник династії Іродіадів.

## Життєпис
Син Антипа, або Антипатра, якого Александр Яннай, цар Юдеї, зробив правителем Ідумеї. Увійшовши в милість до Помпея, Антипатр став опікуном царя і первосвященика Гіркана II, сина Александра Янная і фактичним правителем підкореного римлянами єврейського народу.
Своє становище Антипатр зміцнив ще більше, коли під час боротьби Помпея з Цезарем надав останньому важливу допомогу. Він надає допомогу Цезарю у його війні проти Александрії й отримав натомість 48 року до н. е. посаду прокуратора Юдеї . Антипатр Ідуменянин фактично захопив юдейський престол у свої руки і хоча носив тільки даний йому Цезарем титул прокуратора, або епітропа, всієї Юдеї, насправді став її правителем.
Антипатр був одружений з набатейською принцесою Ціпрою, від якої у нього було п'ятеро дітей: Фазаель, Ірод, Йосиф, Ферор і дочка Саломея.
За згодою царя Гіркана Антипатр зробив свого старшого сина Фазаеля управителем Єрусалима, а молодшого Ірода — Галілеї.
Він помер від отруєння 43 року до н. е.